# 309-я стрелковая дивизия (1-го формирования)
309-я стрелковая дивизия 1 формирования — соединение сухопутных стрелковых войск Вооружённых Сил СССР в период Великой Отечественной войны. Период боевых действий: с 6 августа по 10 октября 1941 года.

## История формирования дивизии
В соответствии с постановлением Государственного комитета обороны от 19 июля 1941 года 309-я стрелковая дивизия формировалась в Орловском военном округе в г. Курск. В дивизии изначально было более 11 тысяч человек.

## Боевой путь дивизии
6 августа 309-я сд выдвинулась на фронт под командованием 24-й армии. Сразу в тяжёлый бой молодое подразделение не бросили, а поставили между 19-й сд и 120-й сд в районе Озерище, Филатово, Шеметово близ Ельни.
В первой боевой операции дивизия участвовала 16 августа в атаке немцев: операция была провалена, полк в районе Вараксино был разбит, некоторые позиции захватил противник. Вследствие данного поражения командование решило провести боевую подготовку дивизии перед следующими боевыми действиями.

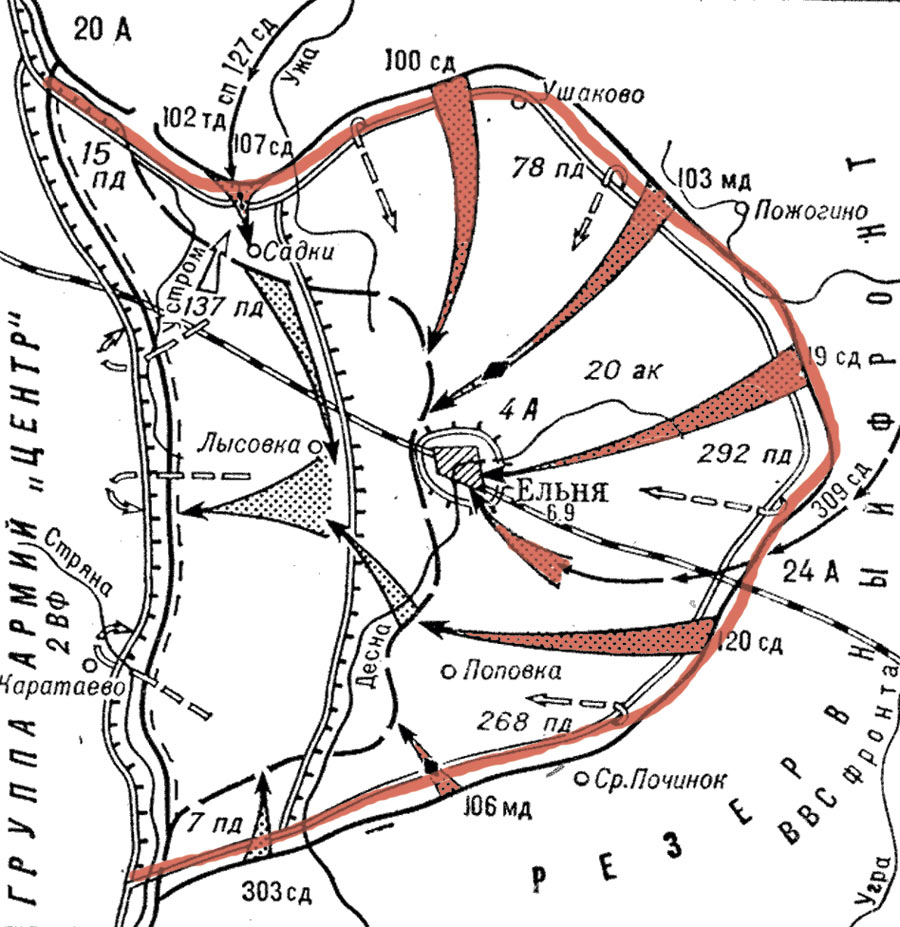
Ельнинская наступательная операция. Расположения частей

С конца августа дивизия приняла участие в Ельнинской операции: продвижения сначала были незначительными, но в начале сентября на рубеже Взглядье, где 309 дивизия нанесла урон немецким частям 20-го армейского корпуса, и совместно с 100-й, 103-й и 19-й сд освободили сначала Мелихово, а затем и Ельню. Фашистские войска потеряли порядка 45 тысяч бойцов.
В сентябре продолжились небольшие наступательные бои, в ходе которых 309-я сд несла серьёзные потери:
```
«309-я стрелковая дивизия — личный состав: по штату — 11650 военнослужащих, по списку — 6609 военнослужащих»
[
6
]
.
```

В конце сентября со стороны советской армии начались оборонные действия. Из доклада комиссара армии К. К. Абрамова:
```
«…Части армии, выйдя за Ельню, занимали рубеж по р. Устром-Н. Тишево-Леоново, в следующем порядке: справа 309 сд, 103 мд, 19 сд....Из данных авиаразведки, стало известно о подходе значительного количества мотопехоты, танков и артиллерии"
[
7
]
.
```

Подтянув артиллерийские части к переднему краю обороны до 30 сентября, рано утром 1 октября немецкие войска начали ожесточенную атаку по всей 24-й армии.

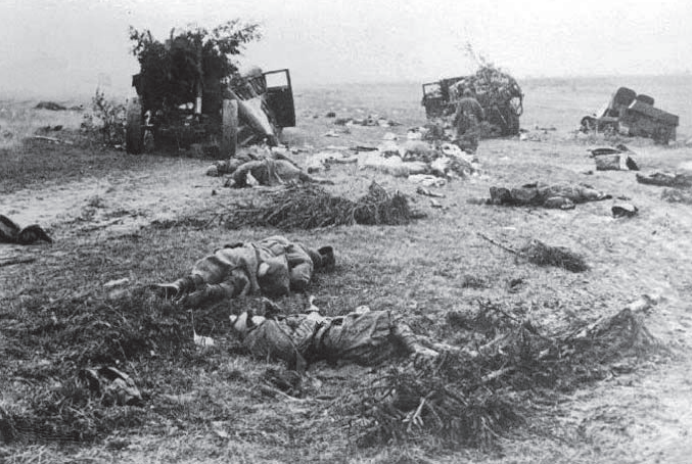
На местах сражений под Вязьмой

2 октября 1941 года 4-я немецкая армия взяла в окружение 957-ю и 309-ю стрелковые дивизии под Вязьмой. Командир 309-й дивизии был тяжело ранен, временное командование легло на Петра Щеренко. 7 октября дивизия вместе с остатками других отходила по дороге Дорогобуж-Семлёво. Из доклада К. К. Абрамова, стало известно, что 7 октября 309 сд безуспешно пыталась прорваться через Дорогобуж.
```
"...Успели прорваться ночью только около 180 человек. Основная масса людей 309 сд полегла на окраинах Дорогобужа, в том числе командование дивизии и командование полков»
[
9
]
.
```

Приказом НКО СССР № 00131 от 27 декабря 1941 года 309-я стрелковая дивизия была расформирована как погибшая в боях.

## Подчинение[3]
| Дата                    | Фронт (округ)           | Армия      |
| ----------------------- | ----------------------- | ---------- |
| 06.07.1941 — 09.10.1941 | Орловский военный округ |            |
| 06.08.1941 — 27.12.1941 | Резервный фронт         | 24-я армия |

## Состав дивизии
- 995 стрелковый полк,
- 957 стрелковый полк,
- 959 стрелковый полк,
- 842 артиллерийский полк,
- 563 отдельный зенитный артиллерийский дивизион,
- 362 разведывательная рота,
- 558 саперный батальон,
- 738 отдельный батальон связи,
- 306 медико-санитарный батальон,
- 372 отдельная рота химзащиты,
- 733 автотранспортный батальон,
- 389 полевой автохлебозавод,
- 961 полевая почтовая станция,
- 845 полевая касса Госбанка,
- 651 дивизионный ветеринарный лазарет[10].

## Командование
- Ильянцев, Никифор Алексеевич (c 1 июля 1941 по 31 октября 1941 года), полковник[1][3],
- Щедренко, Пётр — со 2 октября исполняющий обязанности командира[3],
- Афанасьев, Александр Николаевич (с 1 декабря по 27 декабря 1941), командир дивизии[1],
- Волостников М. И. — старший батальонный комиссар[11]